# Argyrophylax niveifacies
Argyrophylax niveifacies är en tvåvingeart som först beskrevs av Macquart 1851.  Argyrophylax niveifacies ingår i släktet Argyrophylax och familjen parasitflugor. Inga underarter finns listade i Catalogue of Life.